# Урбаньчик, Станислав
Стани́слав Урба́ньчик (пол. Stanisław Urbańczyk; 27 июля 1909, Квачала, Австро-Венгрия — 23 октября 2001, Краков, Польша) — польский лингвист, профессор Ягеллонского, Торуньского и Познанского университетов, член Польской академии наук. Известен работами в области истории и диалектологии польского языка.

## Биография
С. Урбаньчик родился в 1909 году в селе Квачала, расположенном недалеко от Кракова. В 1929 году он поступил в Ягеллонский университет (в Кракове), в котором учился на факультете полонистики до 1934 года, в 1937/1938 учебном году работал ассистентом на кафедре польского языка, преподавал польскую фонетику и описательную грамматику, одним из его студентов в это время был Кароль Войтыла. В 1939 году С. Урбаньчик получил учёную степень доктора, в этом же году, в период начала немецкой оккупации Польши, он был арестован вместе с группой учёных Кракова, и находился в заключении в концлагерях Заксенхаузен и Дахау. После войны в 1945 году вернулся на работу в Ягеллонский университет, где прошёл процедуру хабилитации.
В 1946—1948 гг. С. Урбаньчик был доцентом Торуньского университета, с 1947 года доцентом, а в 1950—1956 гг. деканом факультета филологии и гуманитарных наук Познанского университета (с 1955 года — университета Адама Мицкевича). В 1956 году С. Урбаньчик вернулся в Ягеллонский университет, получив должность профессора. В 1953 году стал членом Польской академии наук, исполнял обязанности заместителя директора института литературы. При активном участии С. Урбаньчика в Кракове был открыт Институт польского языка Польской академии наук, в котором С. Урбаньчик занимал должность директора до 1979 года, после чего вышел на пенсию.
В 1989 году С. Урбаньчик был избран членом возрождённой Польской академии знаний, в которой стал руководить филологическим отделением. Он принимал участие в работе комитетов академии наук — комитета языкознания (возглавлял его в 1985—1986 гг.) и комитета славистики, также был членом комиссии языкознания и славистики отделения Польской академии наук в Кракове. Помимо этого С. Урбаньчик принимал участие в работе многих научных обществ и учреждений, включая Общество любителей польского языка, Торуньское научное общество, Познанское научное общество, Западный институт в Познани, Силезский институт в Ополе.
С. Урбаньчик был избран почётным доктором университетов в Зальцбурге (1972), Оломоуце (1991), Познани, Эрлангене. Он был награждён Рыцарским и Командорским Крестами ордена Возрождения Польши и орденом «Знамя Труда» II степени, а также золотой медалью Йозефа Добровского Чехословацкой академии наук.
Умер 23 октября 2001 года в возрасте 92 лет (через месяц после участия в открытии учебного года в Ягеллонском университете), похоронен в Кракове на Раковицком кладбище.

## Научная деятельность
В сферу научной деятельности С. Урбаньчика входили: изучение истории и диалектологии польского языка (в работе «Zarys dialektologii polskiej» он опубликовал свой вариант диалектологической карты говоров польского языка), изучение древней истории и мифологии славян, работы в области славянского языкознания (в 1976—1991 гг. возглавлял Международную комиссию по изучению грамматического строя славянских языков, а также находился в составе Международной комиссии Общеславянского лингвистического атласа при Международном комитете славистов). Сразу после второй мировой войны С. Урбаньчик участвовал в работе комиссии по названиям географических мест и объектов. В 1953—1978 гг. он возглавлял работы по составлению словаря древнепольского языка, под его редакцией были опубликованы первые десять томов словаря. Подготовил к изданию памятник древнепольской письменности «Библию королевы Софьи» («Biblia Królowej Zofii»), написав к нему предисловие и комментарии (1961—1971). Долгое время являлся редактором журналов «Polonica» и «Język Polski». Участвовал в работе над «Польским биографическим словарём», был редактором «Энциклопедии польского языка» («Encyklopedia języka polskiego»).

## Публикации
Некоторые из научных работ и публикаций С. Урбаньчика:
1. Urbańczyk S. Biblia królowej Zofii a staroczeskie przekłady Pisma św. — Kraków, 1946.
2. Urbańczyk S. Religia pogańskich Słowian. — Kraków, 1947.
3. Urbańczyk S. Zarys dialektologii polskiej. — wyd. 2 zmienione i rozszerzone. — Warszawa, 1962.
4. Urbańczyk S. Polszczyzna piękna i poprawna. — Wrocław: Zakład Narodowy im. Ossolińskich, 1963.
5. Urbańczyk S. Słowniki, ich rodzaje i użyteczność. — Wrocław: Zakład Narodowy im. Ossolińskich, 1963.
6. Klemensiewicz Z., Lerh-Spławiński T., Urbańczyk S. Gramatyka historyczna języka polskiego. — Warszawa, 1964.
7. Urbańczyk S. Zapiski gwarowe z dwóch wsi Śląska Opolskiego // Rozprawy Komisji Językowej Wrocławskiego Towarzystwa Naukowego, VI. — Warszawa, 1966.
8. Урбанчик С. Замечания о семантике в Общеславянском лингвистическом атласе (Краков) // Общеславянский лингвистический атлас. Материалы и исследования. Выпуск 2 / Отв. ред. Р. И. Аванесов. — М.: Наука, 1968.
9. Urbańczyk S. Uniwersytet za kolczastym drutem. — Kraków: Wyd-wo Literackie, 1975.
10. Encyklopedia wiedzy o języku polskim / pod redakcją S. Urbańczyka. — Wrocław, 1978.
11. Urbańczyk S. Słownictwo staropolskie a wyższa kultura // Prace z dziejów języka polskiego. — Wrocław-Warszawa-Kraków-Gdańsk: Zakład Narodowy im. Ossolińskich, 1979.
12. Urbańczyk S. Periodyzacja dziejów polskiego języka literackiego // Prace z dziejów języka polskiego. — Wrocław-Warszawa-Kraków-Gdańsk: Zakład Narodowy im. Ossolińskich, 1979.
13. Gramatyka współczesnego języka polskiego / pod redakcją S. Urbańczyka. — Warszawa: PWN, 1984.
14. Urbańczyk S. Dawni Słowianie — wiara i kult. — Warszawa: Ossolineum, 1991.
15. Encyklopedia języka polskiego / pod redakcją S. Urbańczyka i M. Kucały. — wyd. 3. — Warszawa: Ossolineum, 1999. — ISBN 83-04-02994-4.